# Markus di Bernardo
Markus Daniel di Bernardo (* 14. Mai 1990 in Klagenfurt am Wörthersee) ist ein österreichischer Politiker der Freiheitlichen Partei Österreichs (FPÖ). Seit dem 11. Mai 2023 ist er Abgeordneter zum Kärntner Landtag.

## Leben

### Ausbildung und Beruf
Markus di Bernardo absolvierte nach dem Besuch einer Hauptschule und einer Polytechnische Schule in Villach eine Lehre zum Gastronomiefachmann. Anschließend, nach Ableistung des Grundwehrdienstes, erlangte er die Berufsmatura mit den Fachbereichen Betriebswirtschaftslehre und Volkswirtschaftslehre.
Er war ab 2017 Parlamentarischer Mitarbeiter des Abgeordneten zum Nationalrat Maximilian Linder und wurde 2019 zum Assistenten der Geschäftsführung der FPÖ Kärnten bestellt. Außerdem war er bis
2023 Redaktionsleiter der Kärntner Nachrichten, einer monatlich erscheinenden Zeitung, die als Sprachrohr der FPÖ Kärnten dient. 2024 wechselte er in die Privatwirtschaft.

### Politik
Markus di Bernardo engagierte sich bereits früh beim Ring Freiheitlicher Jugend und war von 2017 bis 2020 Bezirksobmann in den Bezirken Villach und Villach-Land. Seit 2015 ist er Gemeinderat, seit 2019 im Gemeindevorstand in seiner Heimatgemeinde Wernberg.
Bei der Landtagswahl 2023 kandidierte er als Kandidat im Landtagswahlkreis 3, welcher die Bezirke Villach-Land und Villach umfasst,  an der 3. Stelle. Nach dem Wechsel von Erwin Angerer in den Landtag nach der Landtagswahl in Kärnten 2023 übernahm Maximilian Linder im April 2023 dessen Nationalratsmandat, für Lindner rückte Markus di Bernardo in den Landtag nach.
Am 11. Mai 2023 wurde er in der 33. Gesetzgebungsperiode als Abgeordneter zum  Kärntner Landtag angelobt.